# Wuling Victory

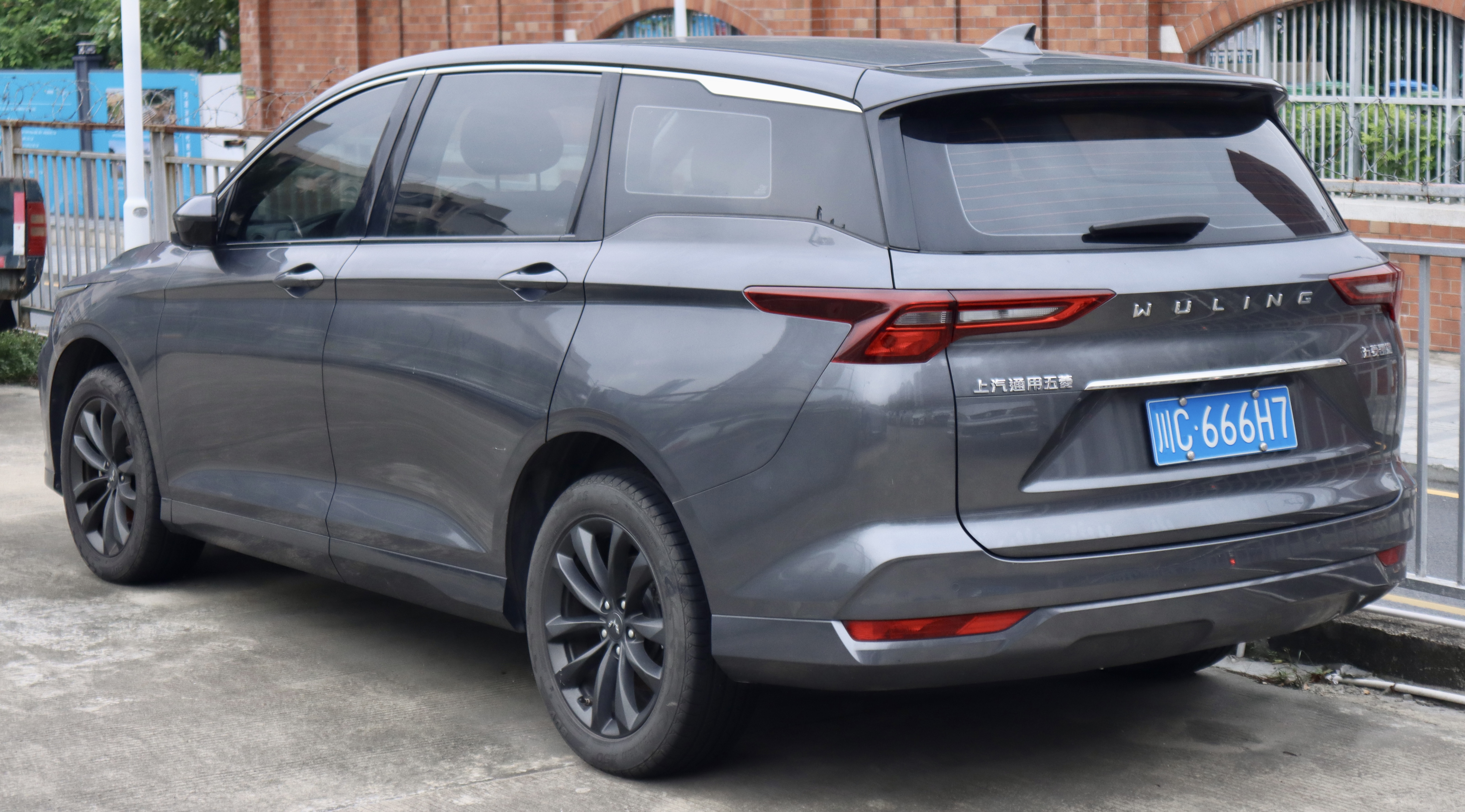
Heckansicht

Der Wuling Victory ist ein Van der chinesischen Automobilmarke Wuling.

## Geschichte
Am 25. Mai 2020 präsentierte Wuling einen neuen Van. Das Vorserienfahrzeug lief als 22-millionstes Fahrzeug der Marke vom Band. Mit der Vorstellung des bis zu sechssitzigen Fahrzeugs änderte Wuling auch sein Logo. Die Serienproduktion des Victory begann am 2. September 2020. Am 1. November 2020 kam die Baureihe in China in den Handel. Auch außerhalb Chinas soll der Van angeboten werden. Die Plattform teilt sich der Victory mit dem Baojun RS-7.

## Technische Daten
Angetrieben wird das 4,88 Meter lange Fahrzeug von einem aufgeladenen 1,5-Liter-Ottomotor mit 108 kW (147 PS). Serienmäßig hat der Victory ein 6-Gang-Schaltgetriebe, gegen Aufpreis ist ein stufenloses Getriebe erhältlich. Die Höchstgeschwindigkeit wird mit 170 km/h angegeben. 2022 folgte ein aufgeladener 1,5-Liter-Ottomotor mit 130 kW (177 PS). Außerdem soll noch ein 100 kW (136 PS) starker Otto-Hybrid folgen.
|                                             | 1.5T                      |                        |
| Bauzeitraum                                 | seit 11/2020              | seit 02/2022           |
| Motorkenndaten                              |                           |                        |
| Motortyp                                    | R4-Ottomotor              | R4-Ottomotor           |
| Motoraufladung                              | Turbolader                | Turbolader             |
| Hubraum                                     | 1451 cm³                  | 1498 cm³               |
| max. Leistung bei min−1                     | 108 kW (147 PS) / 5200    | 130 kW (177 PS) / 5300 |
| max. Drehmoment bei min−1                   | 250 Nm / 2200–3400        | 290 Nm / 1500–3500     |
| Kraftübertragung                            |                           |                        |
| Antrieb, serienmäßig                        | Vorderradantrieb          | Vorderradantrieb       |
| Getriebe, serienmäßig                       | 6-Gang-Schaltgetriebe     | Stufenloses Getriebe   |
| Getriebe, optional                          | (Stufenloses Getriebe)    | —                      |
| Messwerte                                   |                           |                        |
| Höchstgeschwindigkeit                       | 170 km/h (170 km/h)       | 170 km/h               |
| Beschleunigung, 0–100 km/h                  | k. A. (k. A.)             | k. A.                  |
| Kraftstoffverbrauch auf 100 km (kombiniert) | 7,0 l Super (7,9 l Super) | 7,6 l Super            |
| Tankinhalt                                  | 56 l                      | 56 l                   |
| Abgasnorm                                   | China VI                  | China VI               |

* Werte in runden Klammern gelten für Modelle mit optionalem Getriebe.